# Valgu-Vanamõisa
Pour les articles homonymes, voir Vanamõisa.
Valgu-Vanamõisa est un village de la commune de Märjamaa du comté de Rapla en Estonie.